# 維園道
維園道（英語：Victoria Park Road），是香港灣仔區銅鑼灣一條主要道路，位於銅鑼灣避風塘旁，全長約0.75公里。定線由告士打道近怡東酒店向東伸展，途中車輛可進出銅鑼灣行車天橋及東區走廊，最後東接興發街及清風街天橋（西行）和歌頓道及永興街（東行）完結。由東區走廊入口至興發街及清風街的一段為雙線雙程分隔道路，由告士打道至東區走廊一段則為四至五線雙程。道路是以其旁邊的維多利亞公園來命名（因維多利亞公園簡稱維園），於1972年伴隨香港海底隧道通車。由告士打道至東區走廊的一段維園道，曾經屬於香港4號幹線的一部份。中環灣仔繞道通車後替代維園道成為4號幹線一部分。

## 交匯道路
- 告士打道
- 告士打道
- 東區走廊

## 外部連結
维基共享资源上的相關多媒體資源：維園道